# Harry Van Barneveld
Harry Van Barneveld, (* 18. února 1967 Amsterdam, Nizozemsko) je bývalý reprezentant Belgie v judu. Je majitelem bronzové olympijské medaile.

## Sportovní kariéra
S judem začínal v Deinze v klubu Kiawazu. Později se přesunul do nedalekého Ronse do klubu Samurai, kde se stal koncem 80. let členem belgické reprezentace. V 90. letech se vypracoval na přední evropskou těžkou váhu, nikdy však nepatřil mezi světovou špičku. S těmi nejlepšími pravidelně prohrával a na medaile útočil přes opravy. V tomto směru byl poměrně úspěšný a to v neolympijské kategorii bez rozdílu vah, kde konkurence nebyla tak silná. V roce 1996 využil dobrého nalosování na olympijských hrách v Atlantě k zisku bronzové olympijské medaile, když ve čtvrtfinále nestačil na Francouze Davida Douiletta. Sportovní kariéru ukončil po olympijských hrách v Sydney v roce 2000. Je ženatý s bývalou belgickou reprezentantkou v judu Inge Clementovou. Pracuje jako policista v Ostende.

## Výsledky

### Váhové kategorie
| Turnaj             | 1989       | 1990       | 1991       | 1992       | 1993       | 1994       | 1995       | 1996       | 1997       | 1998       | 1999       | 2000       |
| Turnaj             | 22         | 23         | 24         | 25         | 26         | 27         | 28         | 29         | 30         | 31         | 32         | 33         |
| Turnaj             | těžká váha | těžká váha | těžká váha | těžká váha | těžká váha | těžká váha | těžká váha | těžká váha | těžká váha | těžká váha | těžká váha | těžká váha |
| ------------------ | ---------- | ---------- | ---------- | ---------- | ---------- | ---------- | ---------- | ---------- | ---------- | ---------- | ---------- | ---------- |
| Olympijské hry     |            |            |            | 5.         |            |            |            | 3.         |            |            |            | úč.        |
| Mistrovství světa  | úč.        |            | 7.         |            | úč.        |            | úč.        |            | úč.        |            | úč.        |            |
| Mistrovství Evropy | 7.         | 2.         | 7.         | 5.         | 7.         | 7.         | úč.        | úč.        | 3.         | 7.         | —          | —          |

### Bez rozdílu vah
| Turnaj             | 1989 | 1990 | 1991 | 1992 | 1993 | 1994 | 1995 | 1996 | 1997 | 1998 | 1999 | 2000 |
| Turnaj             | 22   | 23   | 24   | 25   | 26   | 27   | 28   | 29   | 30   | 31   | 32   | 33   |
| ------------------ | ---- | ---- | ---- | ---- | ---- | ---- | ---- | ---- | ---- | ---- | ---- | ---- |
| Mistrovství světa  | úč.  |      | 5.   |      | úč.  |      | 5.   |      | 3.   |      | 3.   |      |
| Mistrovství Evropy | 3.   | 2.   | úč.  | 3.   | 2.   | 2.   | 3.   | 3.   | 1.   | 2.   | úč.  | —    |